# Петроглифы на Санном Мысу
Петроглифы на Санном Мысу представляют собой наскальные рисунки бронзового века, расположенные около села Санномыск Хоринского района Республики Бурятии в районе древнего поселения Санный Мыс. Выполнены красной охрой, относятся к «селенгинской» группе петроглифов Забайкалья. Открыты в 1978 году краеведом А. В. Тиваненко. Петроглифы представляют собой фигурки птиц, людей, группы пятен и изображение шамана на вершине утёса. Вместе с древним поселением и могильником образует комплекс памятников Санный Мыс.

## Географическое положение
Памятник расположен в районе села Санномыск, в 15 км на восток от села Удинск, в 35 км ниже села Хоринск, в среднем течении реки Уда, на её правом берегу. Рисунки нанесены в средней части скалы, которая вплотную расположена к жилищу и как бы нависает над ним. Скала находится на высоком мысу, в средне-удинской впадине с юго-восточной стороны горной гряды Тапхар Хоринский — местное бурятское название горы, также имеет и другие названия: Санномысcкий Тапхар или просто гора Санный Мыс.
Поселение с петроглифами отделено от пойменной террасы реки узкой площадкой, которая обрывается 9—10-метровым уступом. Во времена эпохи бронзы и раннего железа скальные плоскости с основной массой рисунков образовывали подножие утёса. По мнению археолога А. В. Тиваненко, скала являлась святыней бурятского населения, здесь были обнаружены остатки обо и жертвенные приношения.

## История исследований
Поселение, рядом с которым расположены петроглифы, было открыто А. П. Окладниковым во время разведки в районе реки Уда в 1958 году, им было определено, что это поселение содержит разные по времени слои, раскопки проводились в 1968 году.
Петроглифы были открыты в 1978 году археологической экспедицией Этнографического музея народов Забайкалья под руководством краеведа А. В. Тиваненко. Под утёсом был найден жертвенный очаг квадратной формы размером 0,7 × 1,0 м. Он представлял собой выложенный вертикально поставленными каменными плитами ящик, одна сторона которого была разрушена. Дно ящика было выстлано плоскими каменными плитами. Внутри лежал обломок трубчатой кости в окружении многочисленных древесных угольков. Выявлены жертвоприношения, представленные скребками, отщепами, фрагментами керамики, кости, обработанными кусками сланца, кремния и халцедона.

## Петроглифы
Петроглифы выполнены красной охрой и относятся к «селенгинской» группе петроглифов Забайкалья. Представляют собой фигурки птиц, людей, группы пятен. Наибольший интерес представляет изображение шамана на вершине утеса, которое по классификации изображения человеческих фигур на петроглифах Забайкалья относится к торсообразным «рогатым» человечкам. В мифологии бурят образ человека с птичьими чертами и шаманской «короной» на голове, вероятно, соответствует образу первого шамана — предка бурят, рождённого от божественного орла и земной женщины.
Изображение шамана является фактом, свидетельствующим о процессе складывания языческой мифологии и культов у бурят. А. П. Окладников считал, что главная идея таких изображений — это представление о шаманах как посредниках между мирами духов и людей.
А. П. Окладников предполагал, что петроглифы связаны со священными местами древних племен, а при нанесении изображений проводились обряды, аналогичные якутскому ысыаху, бурятскому тайлагану или алтайскому тйэлгэ.

Петроглифы Санного Мыса
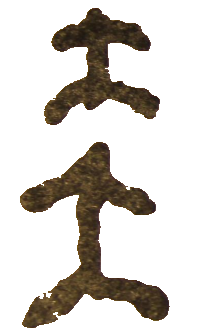
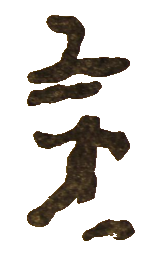
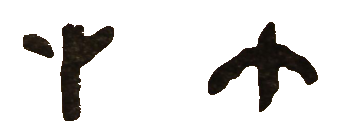
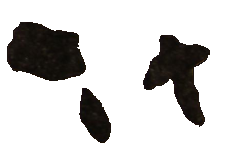
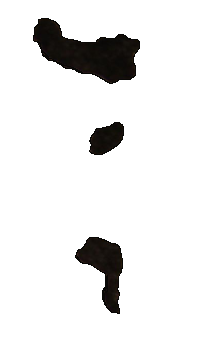
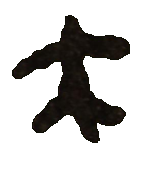

## Комментарии
1. 1 2 3  Термин «селенгинские» петроглифы ввели А. П. Окладников и В. Д. Запорожская относительно памятников древнего наскального искусства Бурятии эпохи бронзы — раннего железа, подчеркивая, что «писаницы этой группы строго и четко локализованы в пространстве, в основном — бассейном реки Селенги»[2].
2. ↑  Тайлаган — один из древних шаманских обрядов почитания богов с жертвоприношением у бурят, устраивается на вершинах гор, где по поверьям живут хозяева местности, либо у подножия горы, на берегу реки или озера[16][17][18].